# Idrottsföreningen Kamraterna Värnamo 2014
Questa voce raccoglie le informazioni riguardanti l'Idrottsföreningen Kamraterna Värnamo nelle competizioni ufficiali della stagione 2014.

## Rosa
| N. |                   | Ruolo | Calciatore                     |
| -- | ----------------- | ----- | ------------------------------ |
| 1  | Svezia (bandiera) | P     | Natanel Danielsson             |
| 2  | Svezia (bandiera) | C     | Ekber Sjerotanović             |
| 3  | Svezia (bandiera) | D     | Anton Henningsson              |
| 4  | Svezia (bandiera) | C     | Jesper Brandt                  |
| 5  | Svezia (bandiera) | D     | David Björkeryd                |
| 6  | Svezia (bandiera) | D     | Martin Claesson (capitano)     |
| 7  | Svezia (bandiera) | A     | Dzenis Kozica                  |
| 8  | Svezia (bandiera) | C     | Carlos Gaete Moggia            |
| 9  | Svezia (bandiera) | A     | Pär Cederqvist (vice capitano) |
| 10 | Svezia (bandiera) | C     | Alexander Vrebac               |
| 11 | Svezia (bandiera) | C     | Behar Ferizi                   |
| 13 | Svezia (bandiera) | D     | Tobias Englund                 |
| 14 | Ghana (bandiera)  | C     | Benjamin Fadi                  |
| 15 | Svezia (bandiera) | C     | Sebastian Göransson            |

| N. |                     | Ruolo | Calciatore           |
| -- | ------------------- | ----- | -------------------- |
| 16 | Svezia (bandiera)   | C     | Oscar Johansson      |
| 17 | Svezia (bandiera)   | D     | Filip Magnusson      |
| 18 | Svezia (bandiera)   | C     | Joel Löw             |
| 19 | Svezia (bandiera)   | A     | Haris Kolarić        |
| 20 | Svezia (bandiera)   | D     | Freddy Winst         |
| 21 | Cile (bandiera)     | C     | Juan Robledo         |
| 22 | Svezia (bandiera)   | D     | Martin Maletić       |
| 23 | Svezia (bandiera)   | D     | David Engström       |
| 24 | Svezia (bandiera)   | C     | Ellis Culum          |
| 25 | Svezia (bandiera)   | D     | Jonathan Salomonsson |
| 26 | Svezia (bandiera)   | C     | Oskar Mohlin         |
| 27 | Zimbabwe (bandiera) | C     | Archford Gutu        |
| 30 | Svezia (bandiera)   | P     | Björn Åkesson        |
| 31 | Svezia (bandiera)   | P     | Tobias Andersson     |